# Iomachus borana
Espèce
Iomachus borana est une espèce de scorpions de la famille des Hormuridae.

## Distribution
Cette espèce est endémique d'Éthiopie. Elle se rencontre vers Negele Boran.

## Étymologie
Son nom d'espèce lui a été donné en référence au lieu de sa découverte, Borana.

## Publication originale
- Caporiacco, 1939 : « Arachnida. » Missione Biologica nel Paese dei Borana, Raccolte Zoologiche, Reale Accademia d’Italia, vol. 3, p. 303–385.